# Synagogenbezirk Illingen (Saar)
Der Synagogenbezirk Illingen mit Sitz in Illingen, heute eine Gemeinde im Landkreis Neunkirchen im Saarland, war ein Synagogenbezirk, der nach dem Preußischen Judengesetz von 1847 geschaffen wurde.
Dem Synagogenbezirk gehörten neben der jüdischen Gemeinde Illingen die Juden in Dudweiler, Genweiler, Heiligenwald, Merchweiler, Quierschied und Sulzbach an.